# Politipismo
Il politipismo in mineralogia è un tipo speciale di polimorfismo e si verifica quando due polimorfi differiscono solo per la sequenza di impilamento di strati bidimensionali identici che costituiscono la struttura reticolare del cristallo.
Conseguenza di questo sarà che le dimensioni della cella elementare secondo le direzioni parallele agli strati saranno identiche nei due politipi. Le spaziature secondo la direzione normale agli strati saranno invece multipli dell'unità di base. 
Il politipismo è una caratteristica ben conosciuta dei composti SiC, ZnS, le miche e altri silicati a strati. La sola differenza tra la blenda (ZnS) e il suo polimorfo wurtzite (ZnS) consiste nel fatto che nella blenda gli atomi di zolfo (S) sono in impaccamento cubico compatto, mentre nella wurtzite sono in impaccamento esagonale compatto.
La wurtzite mostra un politipismo esteso, che si esplicita nella dimensione c della cella elementare (lo "spessore" dello strato ZnS unitario è di 3,12 Ångstrom). Alcuni esempi di politipi della wurtzite e della loro dimensione di c sono: 4H, 12,46 Ångstrom; 6H, 18,73 Ångstrom; 8H, 24,96 Ångstrom; e 10H, 31,2 Ångstrom (dove H indica una cella esagonale).
In pratica le dimensioni in Angstrom sono multipli dell'unità di base lungo la direzione di c.
Le miche ed altri silicati a strati consistono di strati tetraedrici illimitati (di composizione Si2O5(OH)) impilati con varie modalità lungo la direzione dell'asse c. La simmetria intrinseca a questi strati è monoclina. A causa della simmetria esagonale attorno al gruppo (OH), osservabile in una proiezione sul piano degli strati tetraedrici Si2O5(OH), vi sono ben sei direzioni alternate lungo le quali gli strati Si2O5(OH) possono essere impilati.
Queste sei direzioni possono essere rappresentate da tre vettori (1, 2 e 3 e le direzioni negative 1, 2 e 3) ruotati di 120° l'uno dall'altro.
Se l'impilamento degli strati Si2O5(OH) avviene sempre nella stessa direzione, la struttura risultante avrà simmetria monoclina; questo politipo viene definito 1M (M = monoclino) con sequenza di impilamento [1,1,1,1....].
Se la sequenza di impilamento degli strati Si2O5(OH) consiste di direzioni 1 e 1 alternate (secondo direzioni opposte lungo lo stesso vettore), risulta una struttura ortorombica. Questa sequenza può essere descritta come [1,1,1,1,1...] e questo politipo è chiamato 2O (O = ortorombico).
Se la sequenza di impilamento consiste di due vettori disposti a 60° l'uno dall'altro, cioè [1,2,1,1,1,...], si avrà un altro politipo monoclino; questo viene chiamato 2M1.
Se infine sono coinvolti tutti e tre i vettori, come nella sequenza [1,2,3....] si avrà un politipo 3T (T = trigonale).
Un politipo viene rappresentato con un simbolo strutturale di Ramsdell che consiste di un numero per indicare il numero di strati sull'unità di ripetizione lungo l'asse verticale (c) e di una lettera che indica la simmetria risultante (M = monoclino; O = ortorombico; T = trigonale; H = esagonale). I deponenti 1 e 2 sono usati per differenziare le strutture che hanno la stessa ripetizione e simmetria.